# En uit de bergen kwam de echo
En uit de bergen kwam de echo, oorspronkelijke titel: And the Mountains Echoed, is de derde roman van de Amerikaans-Afghaanse schrijver Khaled Hosseini. Het boek beschrijft de lotgevallen van meerdere generaties van een Afghaanse familie en de met hen verbonden personen tussen 1952 en 2010.  

## Titelverklaring
In het nawoord verklaart de auteur dat de titel geïnspireerd is door het gedicht Nurse's Song van William Blake, waarin de onschuld van de jeugd wordt gecontrasteerd met de hardheid van het latere leven. 

## Inhoud
Het verhaal in het boek begint in 1952 als de arme boer Saboor zijn driejarige dochter Pari in Kabul verkoopt aan het rijke, kinderloze echtpaar Suleiman en Nila Wahdati, op initiatief van zijn zwager Nabi, de chauffeur van de Wahdati's. Pari wordt zo op dramatische wijze gescheiden van haar oudere lievelingsbroer Abdullah. Deze zal de rest van zijn leven op zoek blijven naar zijn verloren zusje, die met haar stiefmoeder Nila in 1955 naar Frankrijk emigreert. 
Het verhaal van Pari en Abdullah is echter slechts een kapstok voor een reeks korte verhalen, waarin Hosseini de levens van met hen verbonden personages uitdiept, om pas aan het eind van het boek weer terug te keren naar de gescheiden broer en zus.